# Bois du Cazier

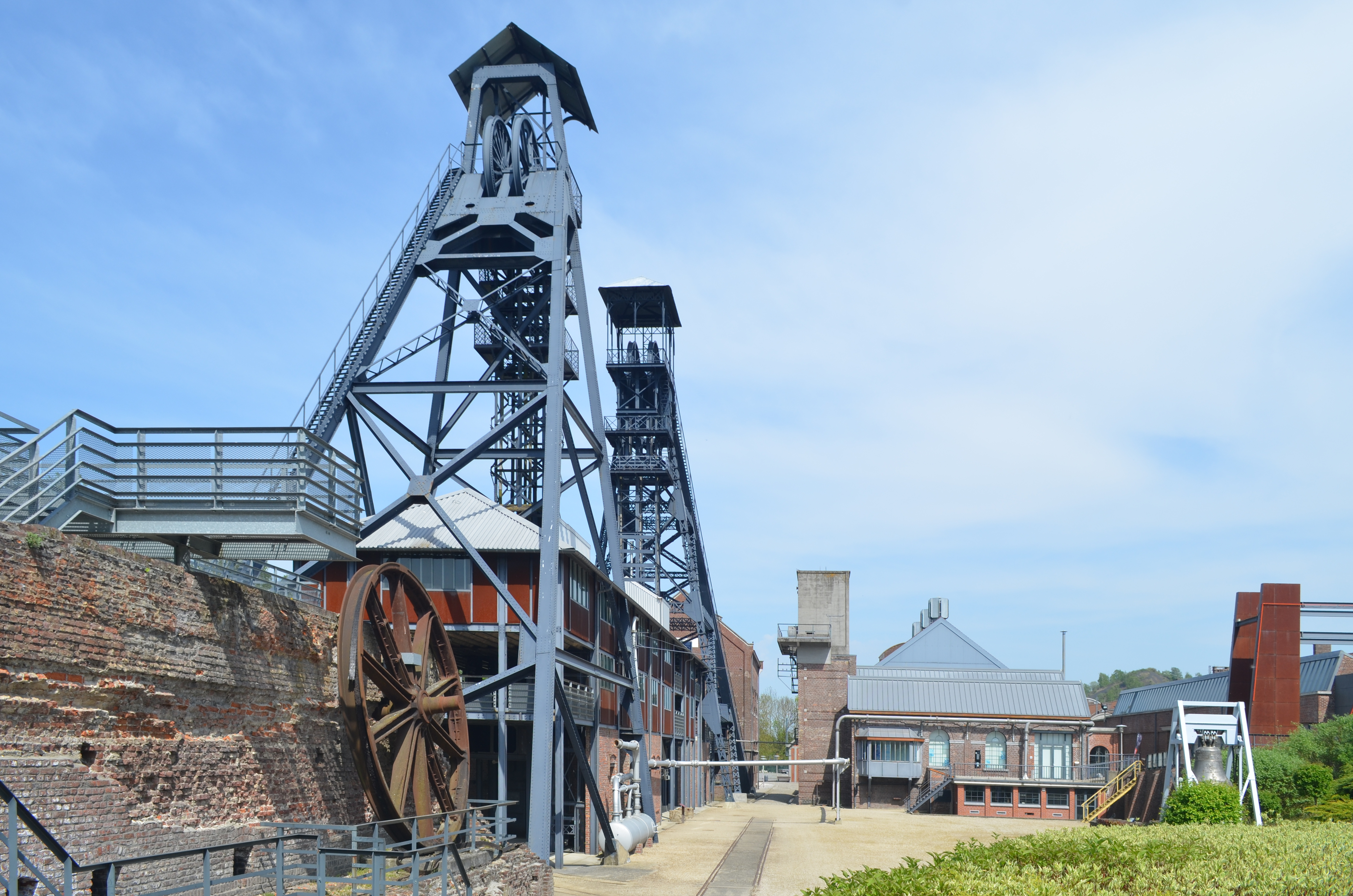
Bois du Cazier

Bois du Cazier is een kolenmijn in de Belgische plaats Marcinelle, vooral bekend door de mijnramp van Marcinelle die op 8 augustus 1956 het leven kostte aan 262 mijnwerkers. De site is sinds 2012 opgenomen in de lijst van Werelderfgoed en met drie andere kolenmijnen in Wallonië een van de belangrijkste mijnsites van Wallonië. Bois du Cazier verkreeg in 2017 het label Europees erfgoed.

## Historiek
In 1822 verleende koning Willem I der Nederlanden toelating om op deze locatie met mijnbouw te beginnen. Jean-Baptiste De Cazier, die in 1812 overleed, was een tijdlang eigenaar van het terrein en naar hem werd de mijn genoemd. Grauwvuur zorgde voor de sluiting in 1891. Na de overname door S.A. des charbonnages d'Amercoeur in 1899 kocht de SA du Charbonnage du Bois de Cazier de mijn en exploiteerde ze verder. In 1954 begon men aan de constructie van een nieuwe en derde schacht, Foraky genoemd, die een diepte van 1175 m moest bereiken en nog onder constructie was in 1956.
Ook na de ramp van 1956 vond men voldoende mijnwerkers om de uitbating verder te zetten. Bij de ontruimingswerken was men op een nieuwe laag gestoten en in 1957 produceerde de mijn opnieuw steenkolen. In de jaren zestig van de twintigste eeuw haalde men amper 50 ton boven per dag. In 1967 stopte dan ook de exploitatie ondanks verzet van de mijnwerkers.

## Bois du Cazier als museum
Vandaag is het een museum en een gedenkplaats voor de grootste mijnramp in België, met ook aandacht voor de glasproductie in de streek van Charleroi. De schachtbokken zijn bewaard en een aantal machines en gebouwen. In het werkhuis zijn er een smidse, smeedhamers, een plaatwals en allerlei werktuigen te zien die verband hebben met de mijnbouw. Vaklui geven demonstraties over het gebruik. De interventievrachtwagen van de reddingscentrale is er ook te zien. Wandelpaden over het 25 hectare grote domein leiden naar de drie terrils.

## Galerij

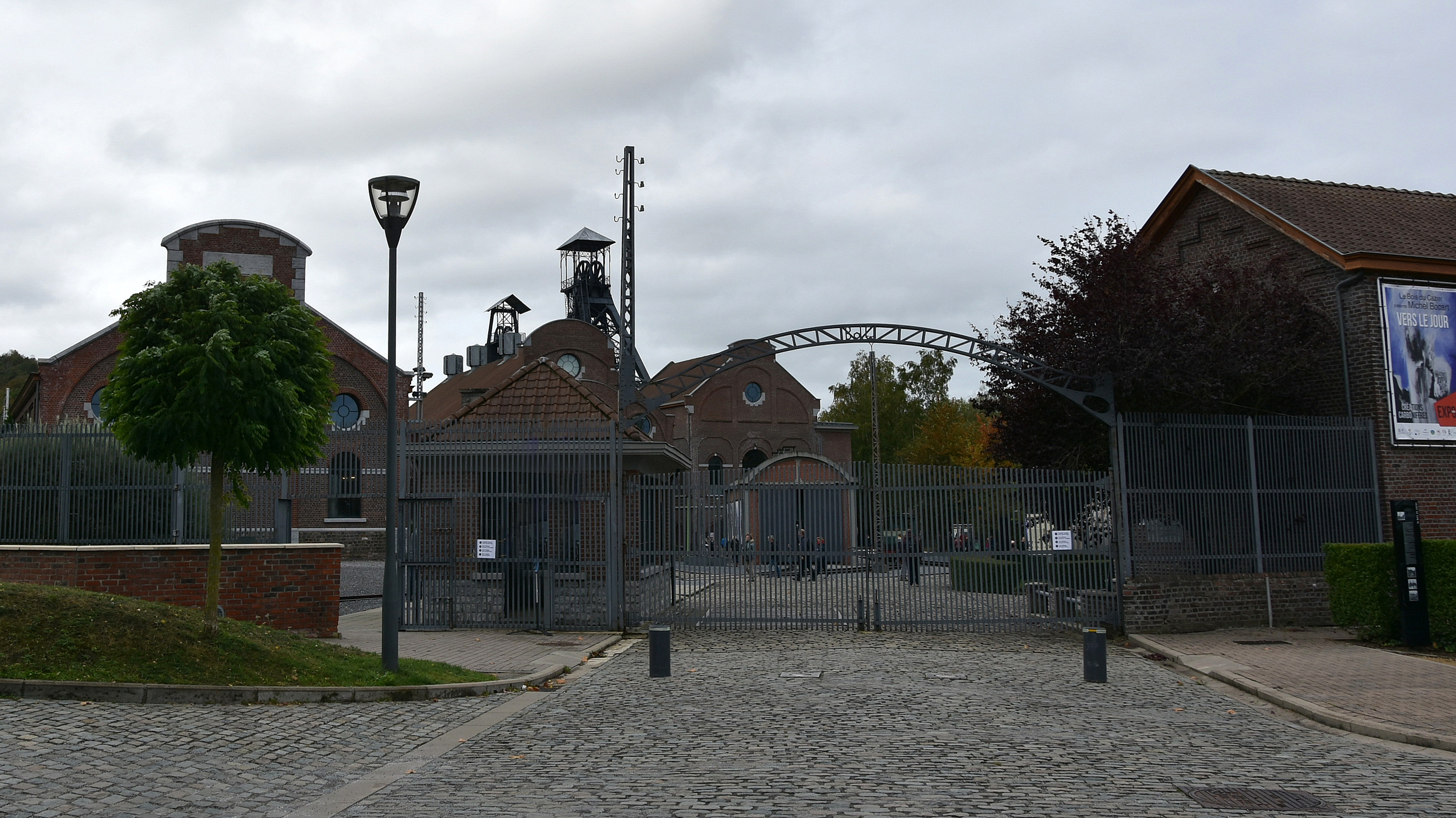
De toegangspoort
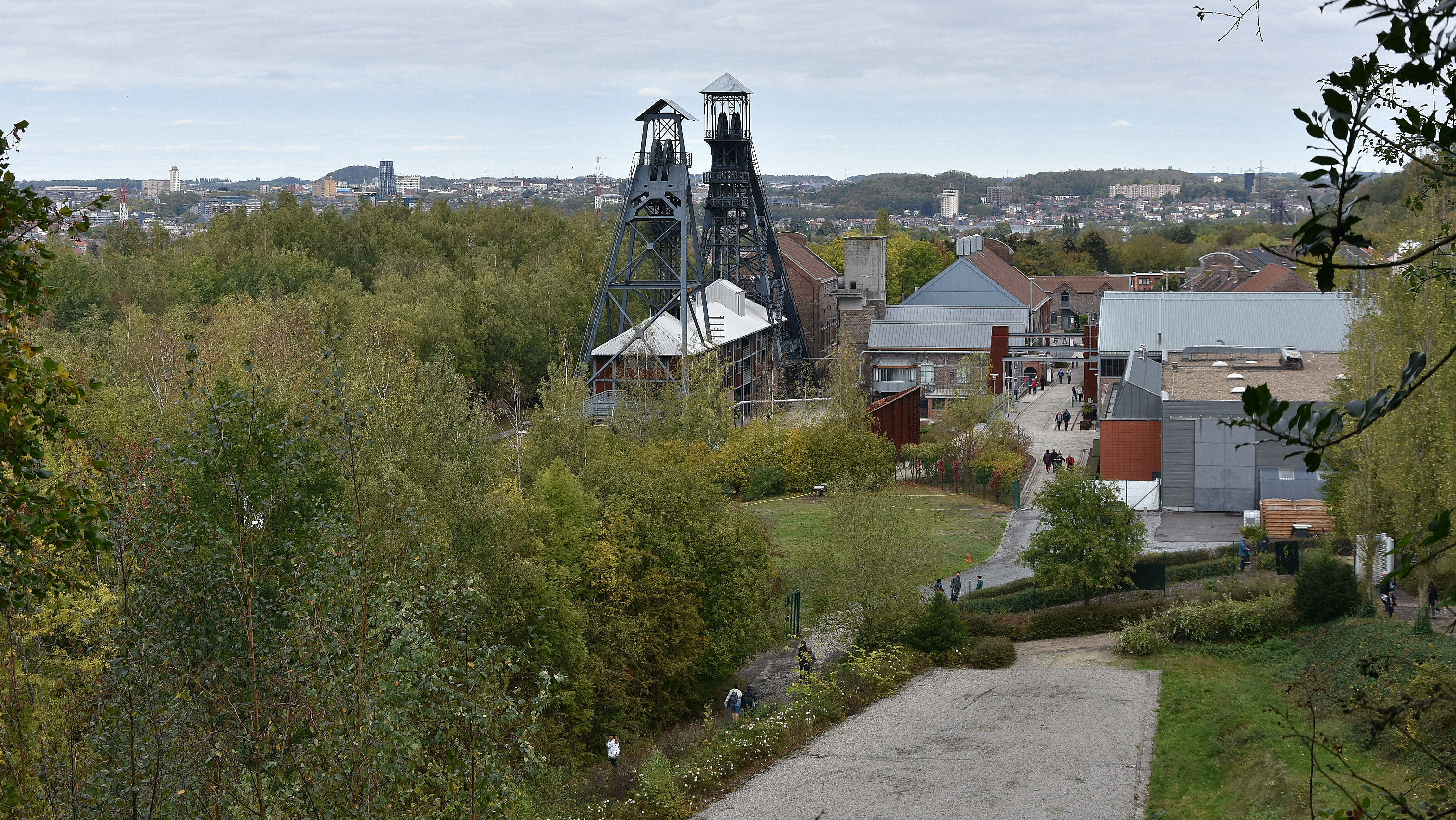
Vanaf een terril
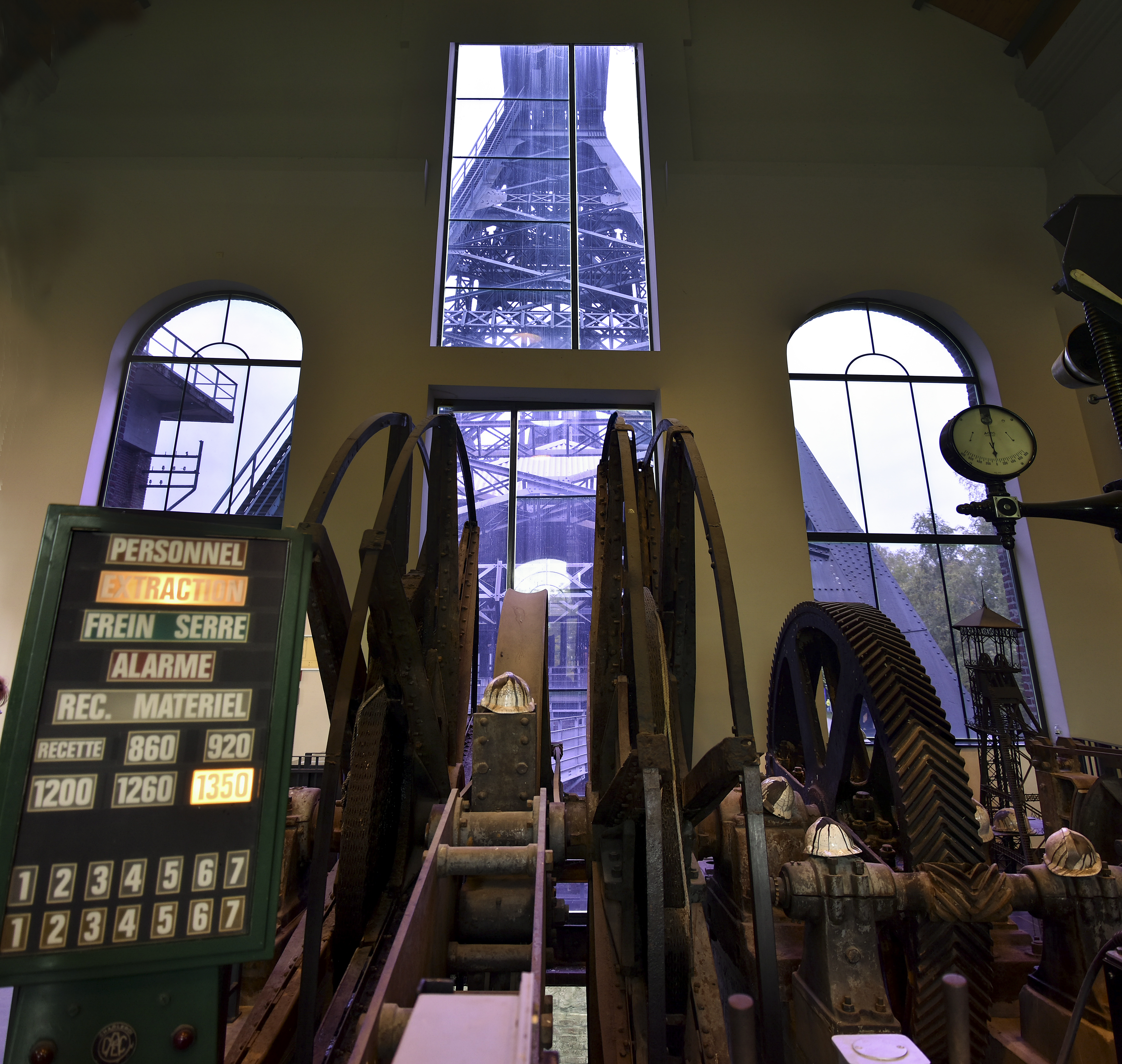
De ophaalmachine
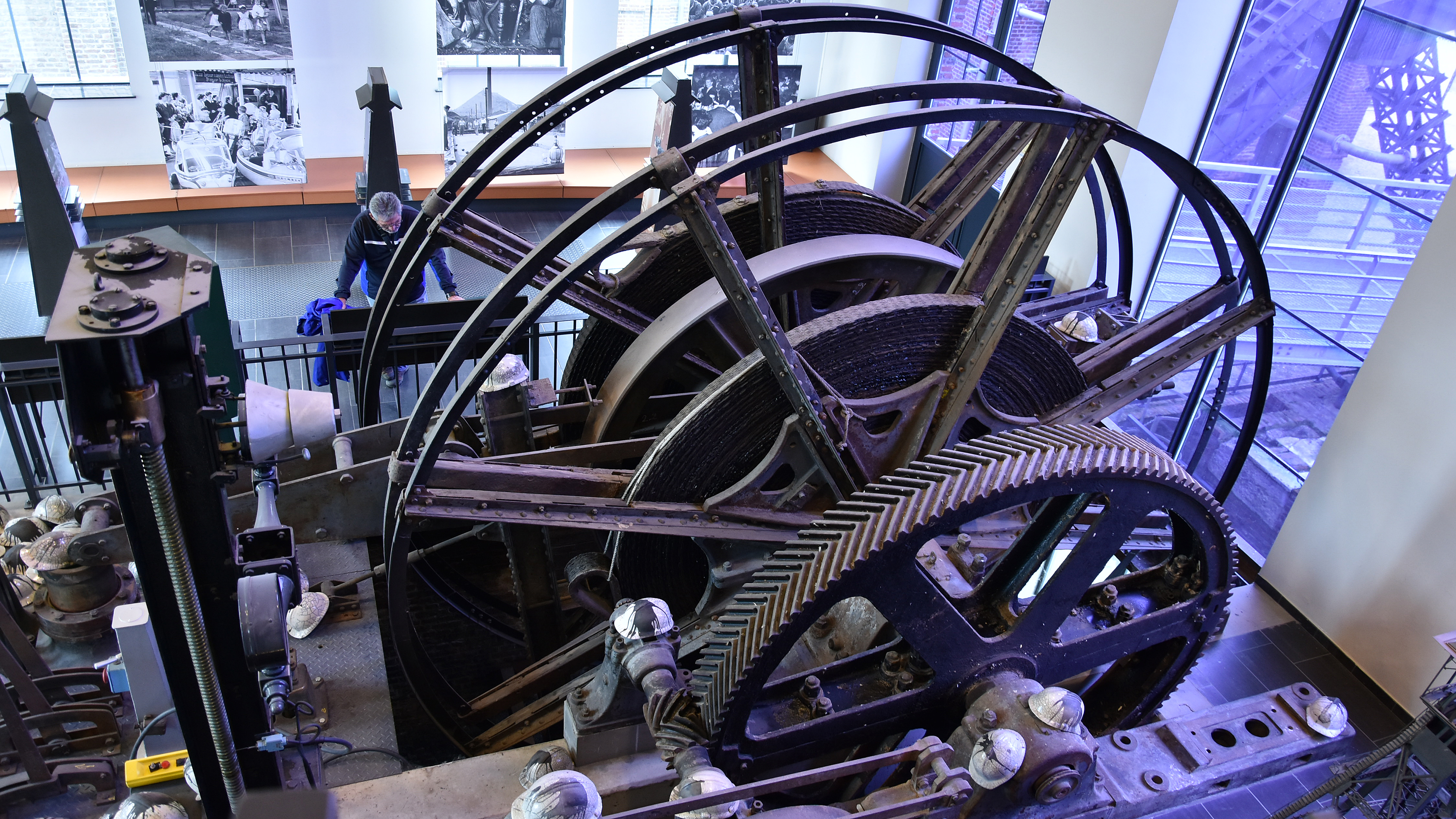
Zijgezicht op de ophaalmachine met kepervertanding
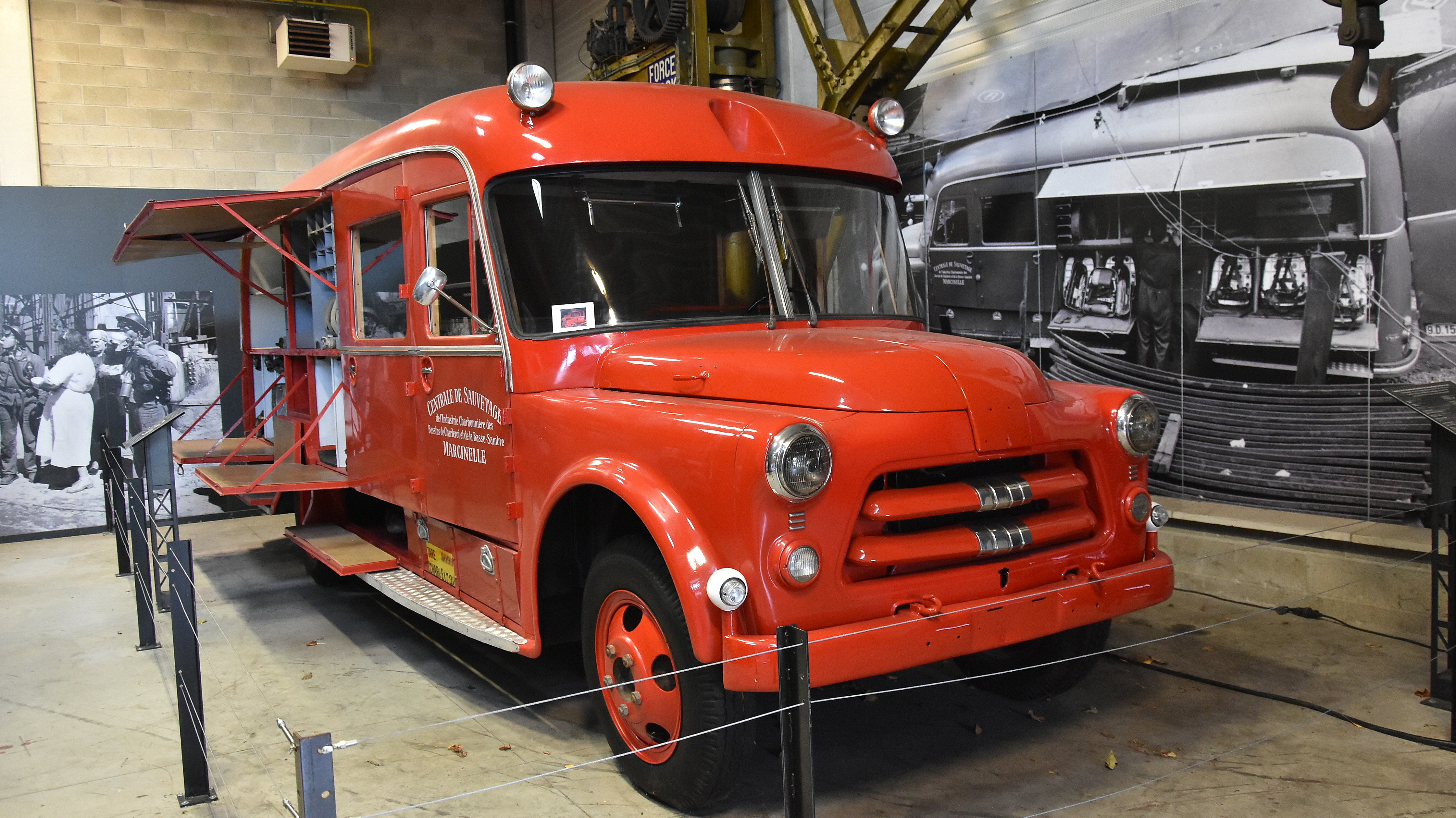
De interventievrachtwagen
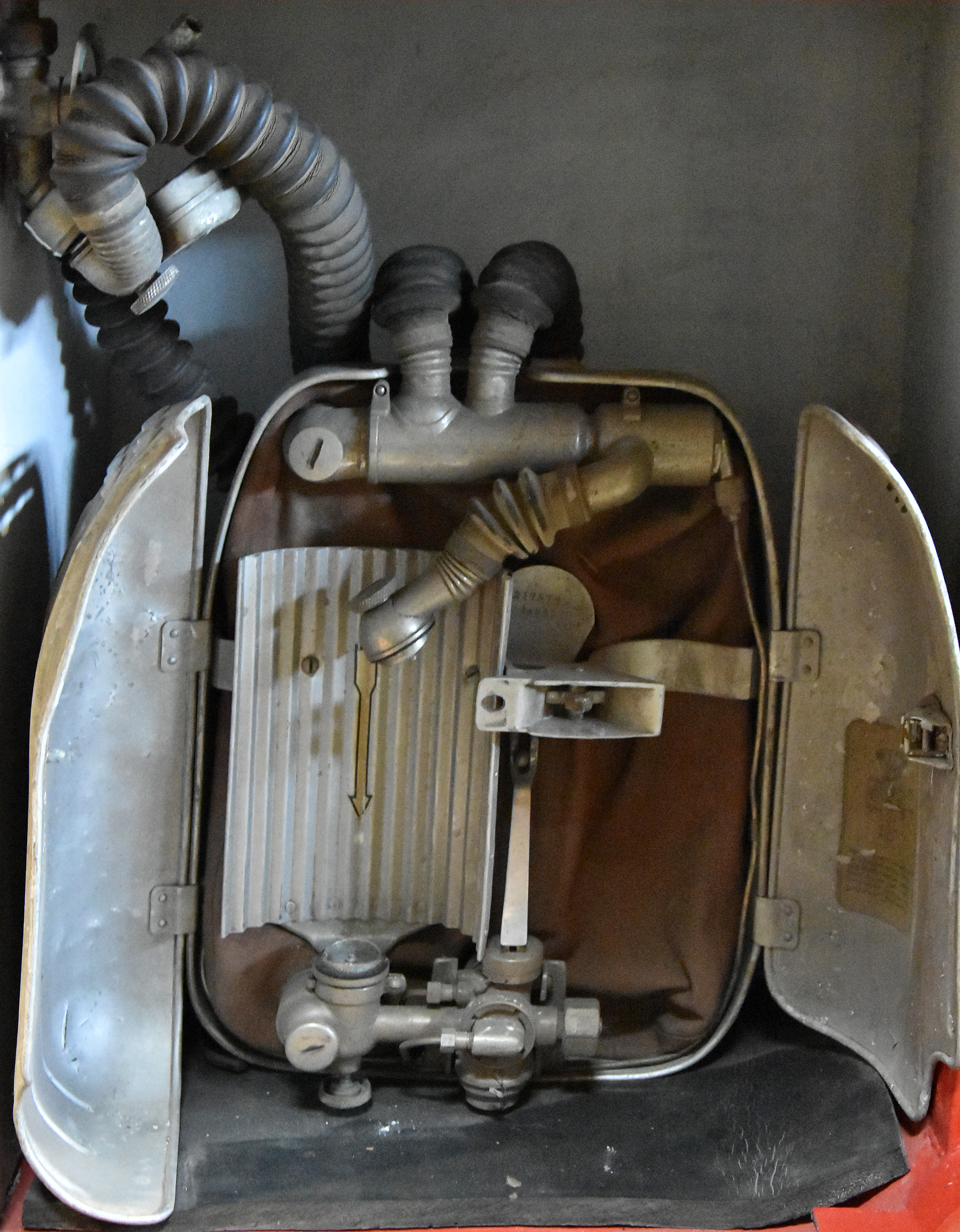
Een beademingstoestel van Dräger (zonder filter)
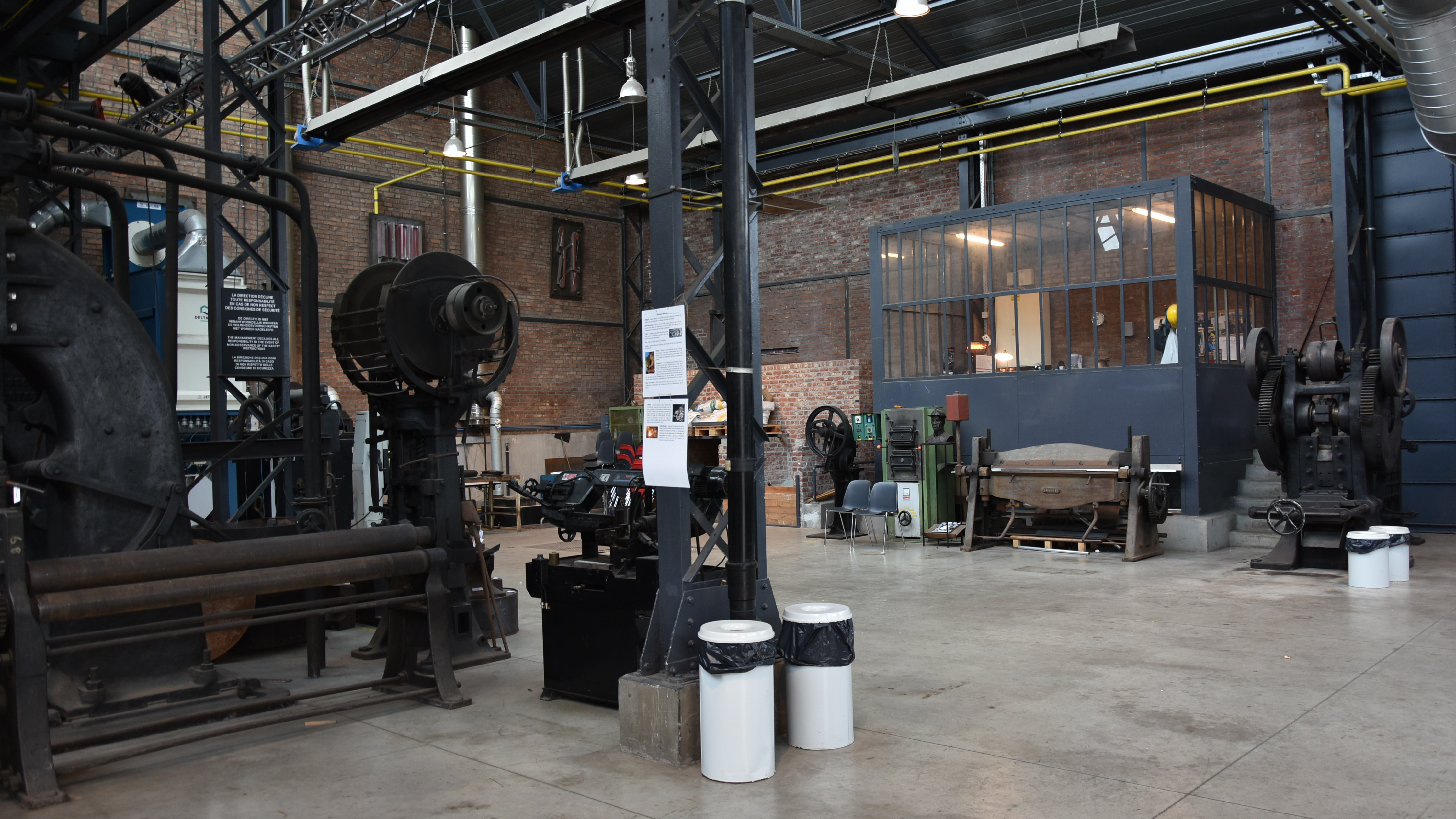
De werkplaats